# Okręg wschodni Kościoła Adwentystów Dnia Siódmego w RP
Okręg wschodni – jeden z trzech okręgów diecezji południowej Kościoła Adwentystów Dnia Siódmego w RP. Terytorialnie obejmuje zbory i grupy znajdujące się w granicach województwa małopolskiego z wyłączeniem powiatu suskiego i gminy Andrychów (wchodzących w skład okręgu południowego), obejmuje ponadto całe województwo podkarpackie oraz województwo świętokrzyskie z wyłączeniem powiatu ostrowieckiego, starachowickiego i skarżyskiego (wchodzących w skład okręgu mazowieckiego diecezji wschodniej).
Aktualnie do okręgu wschodniego należy 19 zborów, 2 grupy i 2 stacje duszpasterskie.
Seniorem okręgu wschodniego jest pastor Mariusz Sobkowiak. 

## Zbory
| Miejscowość           | Jednostka                      | Pastor                       | Rok założenia |
| Balin                 | zbór w Balinie                 | kazn. Artur Dżaman           | 1930          |
| Gorlice               | zbór w Gorlicach               | kazn. sen. Mariusz Sobkowiak |               |
| Kalwaria Zebrzydowska | zbór w Kalwarii Zebrzydowskiej |                              |               |
| Kielce                | zbór w Kielcach                | kazn. Krzysztof Szema        |               |
| Kraków                | zbór w Krakowie                | kazn. Zenon Korosteński      | 1920          |
| Kraków                | zbór w Nowej Hucie             | kazn. Zenon Korosteński      |               |
| Krosno                | zbór w Krośnie                 | kazn. Wasyl Bostan           |               |
| Leksandrowa           | zbór w Leksandrowej            | kazn. Wasyl Bostan           |               |
| Lgota                 | zbór w Lgocie                  | kazn. Artur Dżaman           |               |
| Łańcut                | zbór w Łańcucie                | kazn. Wasyl Bostan           |               |
| Markowa               | zbór w Markowej                | kazn. Sławomir Wcisło        |               |
| Nowy Sącz             | zbór w Nowym Sączu             | kazn. sen. Mariusz Sobkowiak |               |
| Przemyśl              | zbór w Przemyślu               | kazn. Wasyl Bostan           |               |
| Rzeszów               | zbór w Rzeszowie               | kazn. sen. Mariusz Sobkowiak |               |
| Sandomierz            | zbór w Sandomierzu             | kazn. Krzysztof Szema        |               |
| Sanok                 | zbór w Sanoku                  | kazn. Wasyl Bostan           |               |
| Stalowa Wola          | zbór w Stalowej Woli           | kazn. Krzysztof Szema        | 2002          |
| Tarnów                | zbór w Tarnowie                | kazn. sen. Mariusz Sobkowiak |               |
| Zakopane              | zbór w Zakopanem               | kazn. Wasyl Bostan           | 1940          |

## Grupy
| Miejscowość | Jednostka          | Pastor             | Rok założenia |
| Jarosław    | grupa w Jarosławiu | kazn. Wasyl Bostan |               |
| Olkusz      | grupa w Olkuszu    | kazn. Artur Dżaman |               |

## Stacje duszpasterskie
Dojazdowe stacje duszpasterskie, w których nabożeństwa odbywają się nieregularnie (raz lub kilka razy w miesiącu) według ogłoszenia, obejmują następujące miejscowości:
- Mielec,
- Tarnobrzeg.